# Lubsza (Woźniki)
Lubsza (deutsch Lubschau) ist ein Ort etwa 1000 Einwohnern (Stand: 2005) in der Stadt- und Landgemeinde Woźniki im Powiat Lubliniecki der Woiwodschaft Schlesien in Polen.

## Geschichte
Einer Legende zufolge soll auf dem örtlichen Hügel Grojetz (grodziec – Slawischer Burgwall) eine Grenzbefestigung gegenüber Kleinpolen bestanden haben, die wie alle Dörfer der Umgegend 1241 beim Feldzug der Goldenen Horde zerstört wurde. Die geflüchtete Bevölkerung siedelte sich danach in Woischnik an, das dadurch zum Mittelpunkt der näheren Umgebung aufstieg. Die erste urkundliche Erwähnung des Dorfes Voznici im Bistum Krakau stammt jedoch bereits aus einem Dokument des Krakauer Bischofs Fulko von 1206.
Der im Jahr 1316 erstmals erwähnte Ort, sowie die Stadt Woźniki liegen im Teilgebiet Oberschlesiens, das bis 1177/1178 zu Kleinpolen bzw. zum Herzogtum Krakau gehörte und dann zum Herzogtum Ratibor kam, das von den Schlesischen Piasten regiert wurde (was der oben erwähnten Legende widersprochen hätte – die kleinpolnisch-schlesische Grenze zwischen Woźniki und Koziegłowy im Herzogtum Siewierz bestand erst nach dessen Verkauf im Jahr 1443). Aus dieser Zeit rührte die bis 1821 bestehende Zugehörigkeit zum Bistum Krakau (danach im Bistum Breslau, ab 1925 im Bistum Katowice). 1374 wurde die Pfarrei des Dekanats von Bytom (Beuthen) erstmals erwähnt. Zu den Landgütern von Lubsza gehörten alle Dörfer der heutigen Gemeinde, ein Teil der Stadt Kalety, Strzebiń sowie die kleinpolnische Orte Starcza und Własna (deren Gebiet wahrscheinlich im Mittelalter zu Schlesien gehörte).
Von 1975 bis 1999 gehörte Lubsza zur Woiwodschaft Częstochowa.
In der Zeit der Revolutionen 1848/1849 lebte im Ort über 30 Jahre als Lehrer Józef Lompa (1797–1863), ein Vorläufer der polnischen Nationalbewegung Oberschlesiens.
Lubsza hatte einen Haltepunkt an der Bahnstrecke Strzebiń–Woźniki Śląskie.

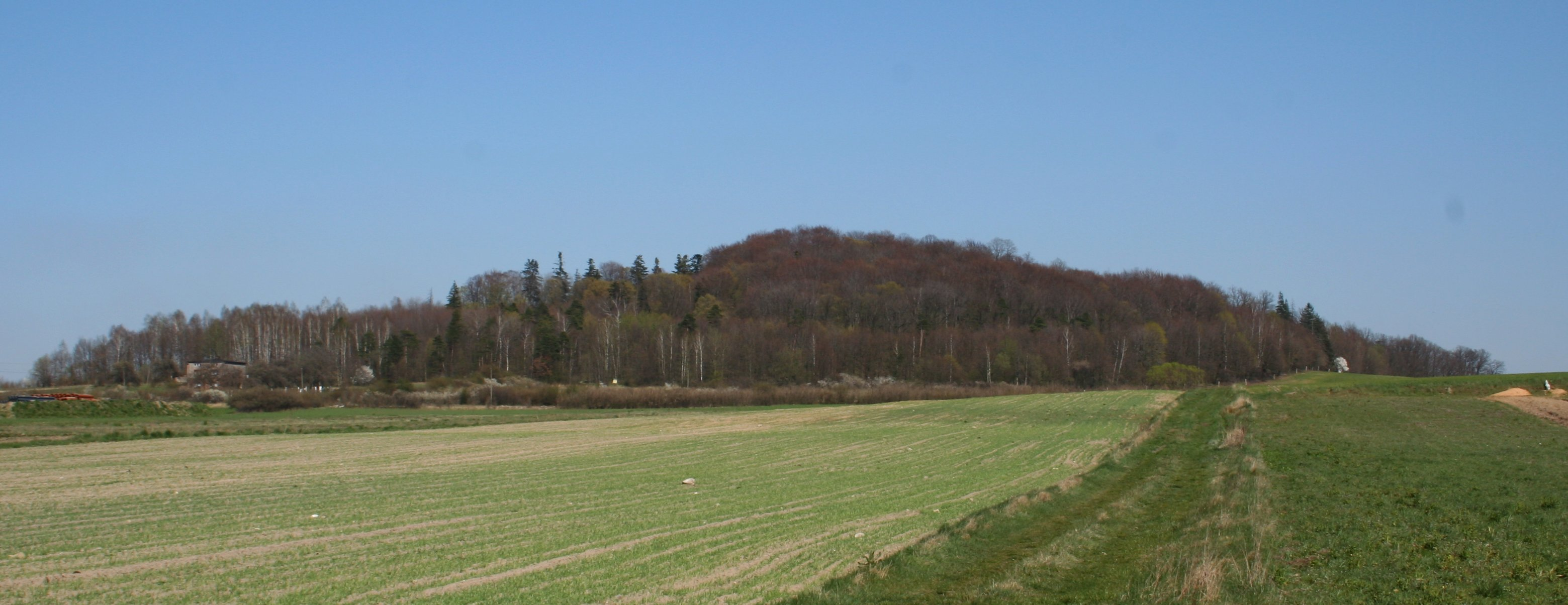
Hügel Grojec
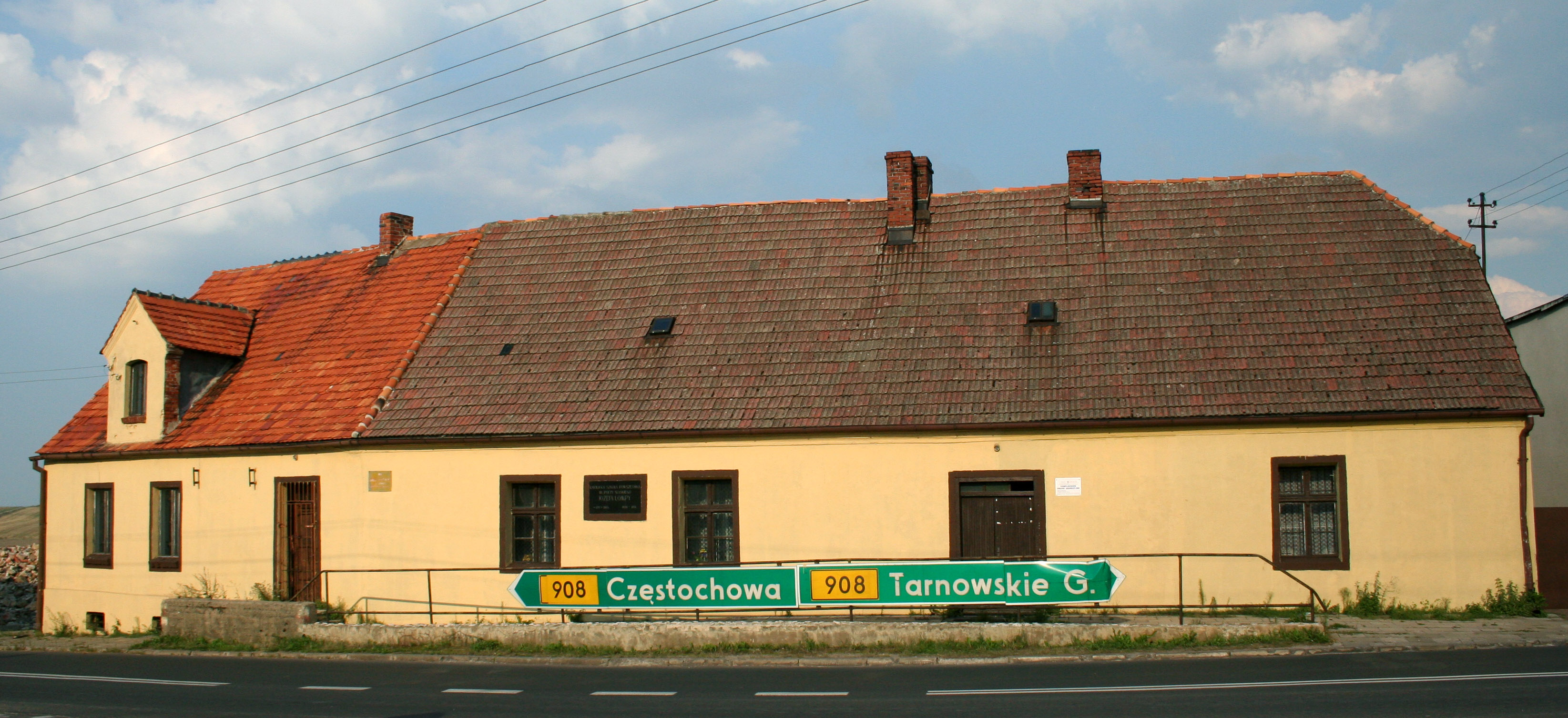
Volksschule, wo Józef Lompa arbeitete
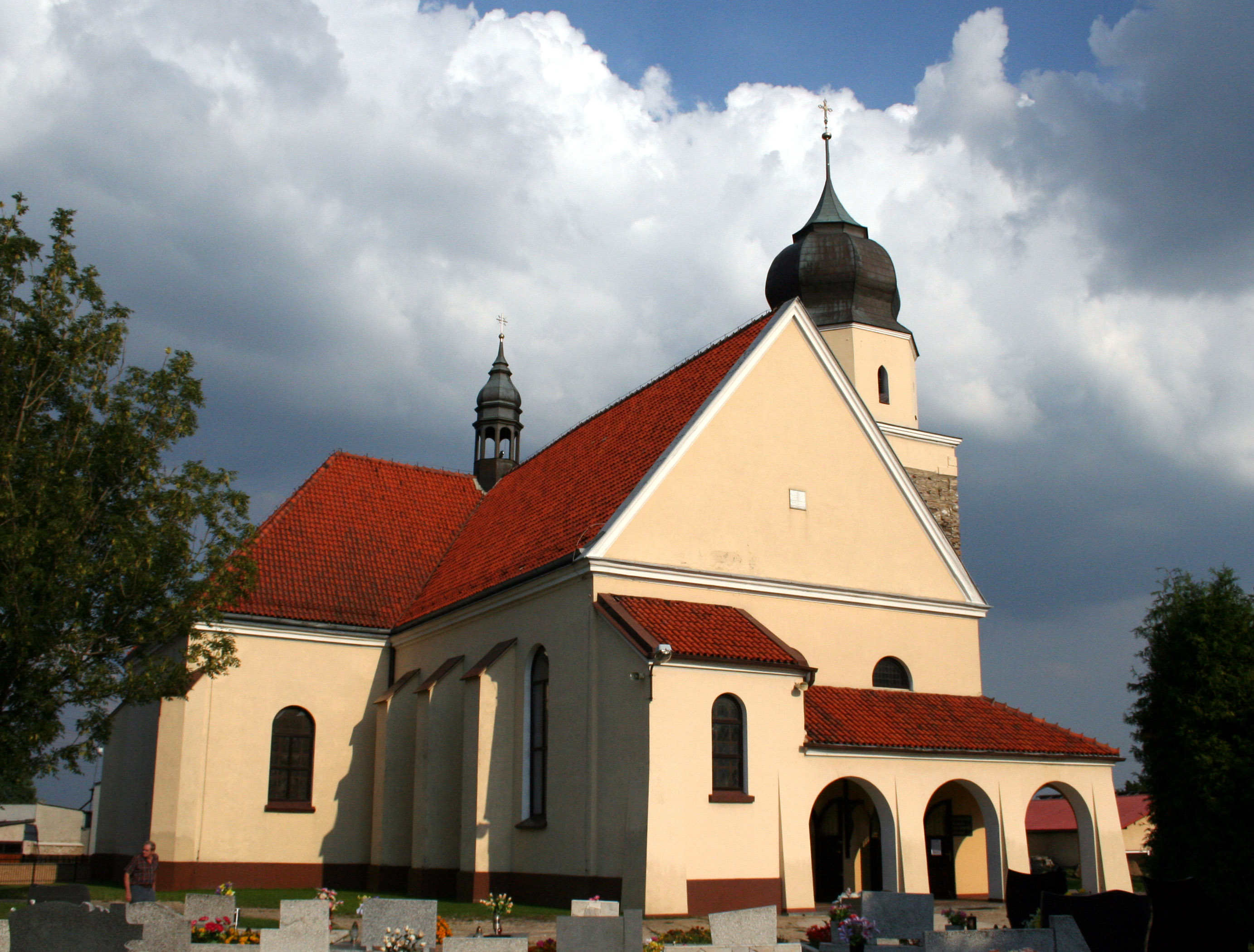
St.-Jakobs-Kirche

## Denkmäler
- St.-Jakobs-Kirche (14. Jahrhundert)
- Pfarrhaus (19. Jahrhundert)
- Józef-Lompa-Denkmal